# Lakos Pál
Lakos Pál (Kapuvár, 1974. január 21. –) válogatott labdarúgó, hátvéd.

## Pályafutása

### A válogatottban
1998 és 1999 között három alkalommal szerepelt a válogatottban.

## Sikerei, díjai
- Magyar bajnokság
  - bajnok: 2000–01

## Statisztika

### Mérkőzései a válogatottban
| Magyarország | Magyarország        | Magyarország              | Magyarország | Magyarország | Magyarország | Magyarország | Magyarország | Magyarország |
| #            | Dátum               | Helyszín                  | Hazai        | Eredmény     | Vendég       | Kiírás       | Gólok        | Esemény      |
| ------------ | ------------------- | ------------------------- | ------------ | ------------ | ------------ | ------------ | ------------ | ------------ |
| 1.           | 1998. április 20.   | Teherán, Azadi Stadion    | Irán         | 0 – 2        | Magyarország | LG-kupa      | -            | 88'          |
| 2.           | 1998. szeptember 6. | Budapest, Népstadion      | Magyarország | 1 – 3        | Portugália   | Eb-selejtező | -            |              |
| 3.           | 1999. október 9.    | Lisszabon, Estádio da Luz | Portugália   | 3 – 0        | Magyarország | Eb-selejtező | -            |              |
|              | Összesen            |                           |              | 3            | mérkőzés     |              | 0            | gól          |